# Galileoscopio

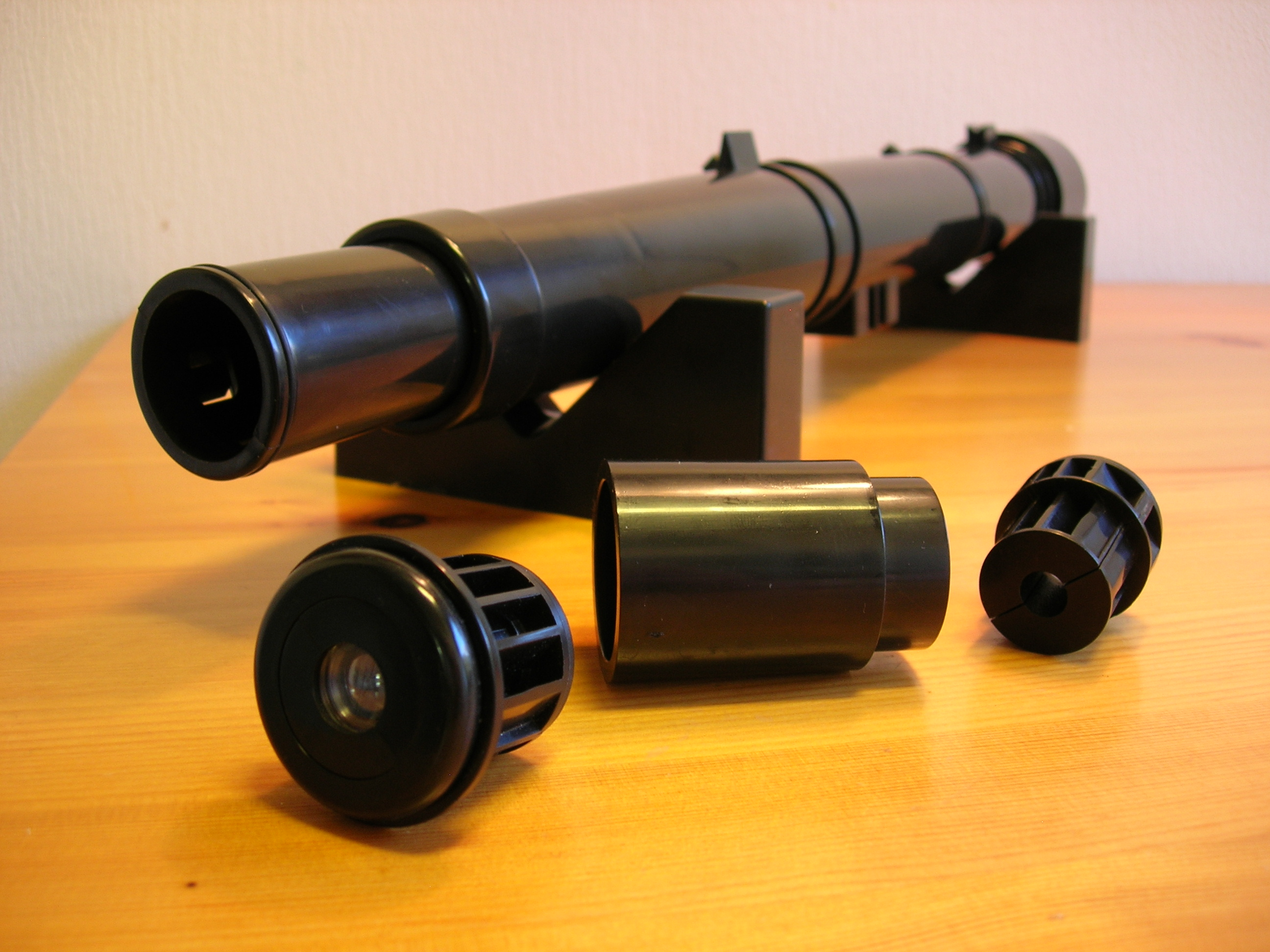
Partes de un Galileoscopio.

El Galileoscopio es un pequeño telescopio refractor de producción masiva, diseñado con la intención de aumentar el interés público en la astronomía. El pequeño telescopio tiene una apertura de 50 mm y una distancia focal de 500 mm, dando una longitud focal relativamente larga de f/10.
El programa Galileoscopio, enmarcado dentro de las actividades realizadas durante el Año Internacional de la Astronomía, tenía por objetivo distribuir una gran cantidad de ejemplares de un telescopio sencillo, económico, fácil de montar y utilizar.